# Гней Манлий Капитолин Империоз
Вижте пояснителната страница за други личности с името Гней Манлий Капитолин.
Гней Манлий Капитолин Империоз (на латински: Cnaeus Manlius Capitolinus Imperiosus) e политик на Римската република през 4 век пр.н.е.

## Биография
Произлиза от патрицииската фамилия Манлии. Син е на Луций Манлий Капитолин Империоз (диктатор 363 пр.н.е.) и брат на Тит Манлий Империоз Торкват.
Той е избран за консул през 359 пр.н.е. с Марк Попилий Ленат и води война против Тибур. През 357 пр.н.е. е отново консул. Колега му е Гай Марций Руцил.
През 351 пр.н.е. е цензор с Гай Марций Руцил. Той е през 345 пр.н.е. началник на конницата на диктатор Луций Фурий Камил и участва във войната против аврунките.